# ロールス・ロイス・25/30HP

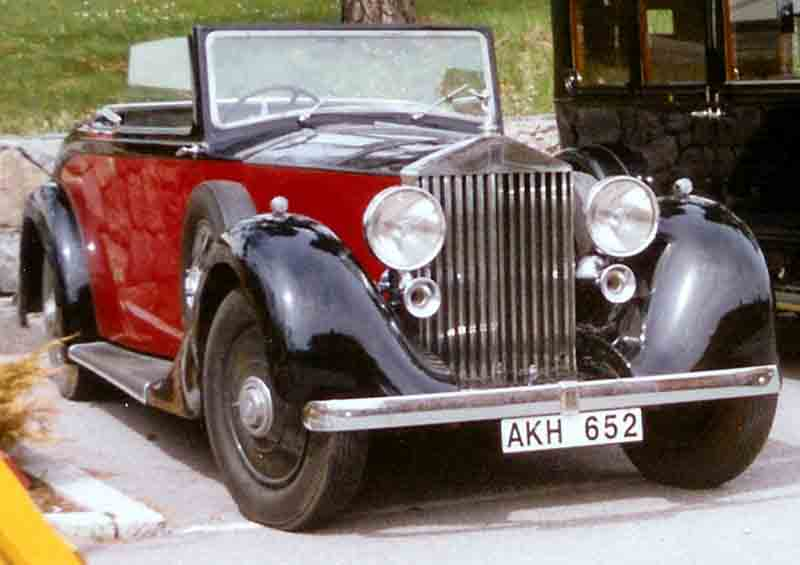
25/30HPドロップヘッドクーペ

25/30HPはロールス・ロイスが1936年から1938年に製造した乗用自動車であり、ベントレー・4¼リットルのベースとなった。1938年にレイスに発展して製造中止され、生産台数は1,201台。

## 機構
エンジンは20/25HP用の直列6気筒をベースに内径φ88.9mm×行程114.3mmの4,257ccに拡大された。メインベアリングとコンロッドベアリングはバビットメタルからアルミニウムベースに変更され、これはバビットメタルよりクリアランスを必要とし騒音とスムーズさの点では旧型より劣るものの高速巡航性が上がった。1937年1月の『The Motor』がフーパー製サルーンにより行なったテストでは最高速度80mph(約128km/h)に達し、50mph(約80km/h)までの加速は15秒、1/4マイルを23.3秒で走っており、これは2トンを超える高級サルーンとしてはかなりの高性能である。

## 車両
日本には少なくとも第二次世界大戦前に2台が輸入された。
1台は1937年にフーパーで架装され、吉田茂が駐英大使時代に購入して持ち帰ったスポーツサルーンで、内閣総理大臣時代にイギリスに里帰りしてオーバーホールを受け、吉田没後の1971年時点では女婿の麻生太賀吉が使用していた。のちに譲渡され、2015年時点では埼玉県加須市のワク井ミュージアムに実働状態で収蔵されている。
もう1台はスラップ&メイバリー（Thrupp & Maberly ）で架装され、川崎守之助が購入したリムジンである。